# Al-Bajda (Libia)
Al-Bajda – miasto w północno-wschodniej Libii, w Cyrenajce, w pobliżu wybrzeża Morza Śródziemnego. Czwarte co do wielkości miasto kraju. W 2010 liczyło około 250 tys. mieszkańców.

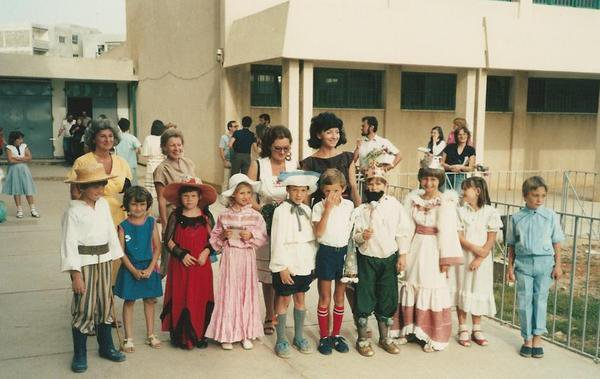
Polska szkoła w Al-Bajda, 1984 rok